# Wereldbeker schaatsen 2010/2011 - 1500 meter mannen
De Wereldbeker schaatsen 2010/2011 - 1500 meter mannen begon op 13 november 2010 in Heerenveen en eindigde aldaar op 5 maart 2011. Titelverdediger Shani Davis uit de Verenigde Staten wist zijn titel met succes te verdedigen.
Deze wereldbekercompetitie was tevens het kwalificatietoernooi voor de WK afstanden 2011.

## 2009/10 Eindpodium
| Medaille | Naam           | Punten |
| -------- | -------------- | ------ |
| Goud:    | Shani Davis    | 630    |
| Zilver:  | Håvard Bøkko   | 395    |
| Brons:   | Denny Morrison | 338    |

## Podia
| Wedstrijd:     | Goud:                             | Tijd    | Zilver:                           | Tijd    | Brons:                       | Tijd    |
| Heerenveen     | Shani Davis Verenigde Staten      | 1.45,04 | Simon Kuipers Nederland           | 1.45,48 | Mark Tuitert Nederland       | 1.45,95 |
| Berlijn        | Håvard Bøkko Noorwegen            | 1.45,27 | Trevor Marsicano Verenigde Staten | 1.46,15 | Stefan Groothuis Nederland   | 1.46,31 |
| Hamar          | Trevor Marsicano Verenigde Staten | 1.45,54 | Simon Kuipers Nederland           | 1.45,97 | Shani Davis Verenigde Staten | 1.45,98 |
| Moskou         | Ivan Skobrev Rusland              | 1.45,49 | Denny Morrison Canada             | 1.46,25 | Mark Tuitert Nederland       | 1.46,59 |
| Salt Lake City | Trevor Marsicano Verenigde Staten | 1.43,35 | Shani Davis Verenigde Staten      | 1.43,38 | Mark Tuitert Nederland       | 1.43,54 |
| Heerenveen     | Shani Davis Verenigde Staten      | 1.45,92 | Stefan Groothuis Nederland        | 1.46,09 | Ivan Skobrev Rusland         | 1.46,59 |

## Eindstand
| #  | Naam                      | HVN | BER | HAM | MOS | SLC | HVN | Totaal |
| -- | ------------------------- | --- | --- | --- | --- | --- | --- | ------ |
| 1  | Shani Davis               | 100 | 40  | 70  | —   | 80  | 150 | 440    |
| 2  | Håvard Bøkko              | 32  | 100 | 50  | 50  | 50  | 75  | 357    |
| 3  | Stefan Groothuis          | 60  | 70  | 32  | 60  | —   | 120 | 342    |
| 4  | Ivan Skobrev              | 36  | 24  | 60  | 100 | 8   | 105 | 333    |
| 5  | Trevor Marsicano          | 21  | 80  | 100 | —   | 100 | 24  | 325    |
| 6  | Simon Kuipers             | 80  | 45  | 80  | 40  | 40  | 18  | 303    |
| 7  | Mark Tuitert              | 70  | 28  | 28  | 70  | 70  | 32  | 298    |
| 8  | Denny Morrison            | 2   | 25  | 45  | 80  | 60  | 45  | 257    |
| 9  | Jonathan Kuck             | 24  | 36  | 40  | —   | —   | 90  | 190    |
| 10 | Mikael Flygind-Larsen     | 50  | 21  | 24  | 36  | 45  | 12  | 188    |
| 11 | Lucas Makowsky            | 28  | 50  | 12  | 28  | 28  | 40  | 186    |
| 12 | Wouter Olde Heuvel        | 45  | 18  | —   | 45  | 32  | 21  | 161    |
| 13 | Alexis Contin             | 19  | 60  | 18  | —   | 24  | 28  | 149    |
| 14 | Rhian Ket                 | 16  | 32  | 8   | —   | 36  | 36  | 128    |
| 15 | Jevgeni Lalenkov          | 18  | 14  | 21  | 21  | 21  | 14  | 109    |
| 16 | Zbigniew Bródka           | 25  | 16  | 16  | 16  | 14  | 8   | 95     |
| 17 | Enrico Fabris             | 40  | 12  | 36  | —   | —   | —   | 88     |
| 18 | Konrad Niedźwiedzki       | 3   | 6   | 25  | 12  | 18  | 16  | 80     |
| 19 | Henrik Christiansen       | 15  | 8   | 14  | 8   | 12  |     | 67     |
| 20 | Kjeld Nuis                | —   | —   | —   | 32  | 25  |     | 57     |
| 21 | Matteo Anesi              | 6   | 0   | 11  | 24  | 10  | 6   | 57     |
| 22 | Pavel Bajnov              | —   | —   | 2   | 19  | 16  | 4   | 37     |
| 23 | Jan Szymanski             | 8   | 19  | 6   | —   | —   | 5   | 33     |
| 24 | Christoffer Fagerli Rukke | —   | —   | 19  | 14  | 0   | —   | 33     |
| 25 | Robert Lehmann            | 8   | 0   | 0   | 10  | 15  | —   | 33     |
| 26 | Philippe Riopel           | 5   | 1   | 8   | 18  | —   | —   | 32     |
| 27 | Roland Cieslak            | —   | —   | —   | 25  | 6   | —   | 31     |
| 28 | Dmitri Babenko            | 10  | 6   | 10  | —   | —   | —   | 26     |
| 29 | Jörg Dallmann             | 2   | 11  | 0   | 6   | 6   | —   | 25     |
| 30 | Aleksandr Roemjantsev     | 0   | 4   | 0   | 15  | 5   | —   | 24     |
| 31 | Aleksei Jesin             | 12  | 10  | —   | —   | —   | —   | 22     |
| 32 | Denis Koezin              | —   | 15  | 5   | —   | 0   | —   | 20     |
| 33 | Joel Eriksson             | 1   | 2   | 6   | —   | 11  | —   | 20     |
| 34 | Aleksandr Zhigin          | 0   | —   | —   | —   | 19  | —   | 19     |
| 35 | Lee Jong-woo              | 14  | 5   | —   | —   | —   | —   | 19     |
| 36 | Koen Verweij              | —   | —   | 15  | —   | —   | —   | 15     |
| 37 | Ryan Bedford              | 4   | —   | —   | 11  | 0   | —   | 15     |
| 38 | Håvard Lorentzen          | 6   | 8   | —   | —   | —   | —   | 14     |
| 39 | Lee Seung-hoon            | 11  | —   | —   | —   | —   | —   | 11     |
| 40 | Justin Warsylewicz        | 4   | 0   | 1   | 5   | 1   | —   | 11     |
| 41 | Shane Dobbin              | —   | —   | —   | —   | 8   | —   | 8      |
| 42 | Vitalij Michajlov         | 0   | 0   | —   | 8   | —   | —   | 8      |
| 43 | Luca Stefani              | —   | —   | —   | 6   | 0   | —   | 6      |
| 44 | Joshua Wood               | —   | —   | —   | —   | 4   | —   | 4      |
| 45 | Joshua Lose               | 0   | 0   | 0   | 4   | 0   | —   | 4      |
| 46 | Fredrik van der Horst     | —   | —   | 4   | —   | —   | —   | 4      |
| 47 | Shota Nakamura            | 0   | —   | —   | —   | 2   | —   | 2      |
| 48 | Milan Sáblík              | 0   | 0   | 0   | 2   | —   | —   | 2      |
| 49 | Christian Pichler         | —   | —   | —   | 1   | 0   | —   | 1      |
| 49 | Mirko Nenzi               | 1   | 0   | 0   | —   | 0   | —   | 1      |

## Wereldbekerwedstrijden
Hier volgt een overzicht van de top 10 per wereldbekerwedstrijd en de Nederlanders.

### Heerenveen
| rang   | schaatser             | tijd    | punten |
| ------ | --------------------- | ------- | ------ |
| Goud   | Shani Davis           | 1.45,04 | 100    |
| Zilver | Simon Kuipers         | 1.45,48 | 80     |
| Brons  | Mark Tuitert          | 1.45,95 | 70     |
| 4      | Stefan Groothuis      | 1.46,35 | 60     |
| 5      | Mikael Flygind-Larsen | 1.46,71 | 50     |
| 6      | Wouter Olde Heuvel    | 1.46,75 | 45     |
| 7      | Enrico Fabris         | 1.46,90 | 40     |
| 8      | Ivan Skobrev          | 1.47,09 | 36     |
| 9      | Håvard Bøkko          | 1.47,19 | 32     |
| 10     | Lucas Makowsky        | 1.47,29 | 28     |
|        |                       |         |        |
| 14     | Rhian Ket             | 1.47,75 | 16     |

### Berlijn
| rang   | schaatser          | tijd       | punten |
| ------ | ------------------ | ---------- | ------ |
| Goud   | Håvard Bøkko       | 1.45,27    | 100    |
| Zilver | Trevor Marsicano   | 1.46,15    | 80     |
| Brons  | Stefan Groothuis   | 1.46,31    | 70     |
| 4      | Alexis Contin      | 1.46,32(1) | 60     |
| 5      | Lucas Makowsky     | 1.46,32(5) | 50     |
| 6      | Simon Kuipers      | 1.46,36    | 45     |
| 7      | Shani Davis        | 1.46,38    | 40     |
| 8      | Jonathan Kuck      | 1.46,44    | 36     |
| 9      | Rhian Ket          | 1.46,49    | 32     |
| 10     | Mark Tuitert       | 1.46,52(0) | 28     |
|        |                    |            |        |
| 13     | Wouter Olde Heuvel | 1.47,34    | 18     |

### Hamar
| rang   | schaatser        | tijd    | punten |
| ------ | ---------------- | ------- | ------ |
| Goud   | Trevor Marsicano | 1.45,54 | 100    |
| Zilver | Simon Kuipers    | 1.45,97 | 80     |
| Brons  | Shani Davis      | 1.45,98 | 70     |
| 4      | Ivan Skobrev     | 1.46,18 | 60     |
| 5      | Håvard Bøkko     | 1.46,38 | 50     |
| 6      | Denny Morrison   | 1.46,53 | 45     |
| 7      | Jonathan Kuck    | 1.46,64 | 40     |
| 8      | Enrico Fabris    | 1.46,87 | 36     |
| 9      | Stefan Groothuis | 1.46,99 | 32     |
| 10     | Mark Tuitert     | 1.47,38 | 28     |
|        |                  |         |        |
| 18     | Rhian Ket        | 1.49,36 | 8      |
|        |                  |         |        |
| B3     | Koen Verweij     | 1.49,56 | 15     |

### Moskou
| rang   | schaatser             | tijd    | punten |
| ------ | --------------------- | ------- | ------ |
| Goud   | Ivan Skobrev          | 1.45,49 | 100    |
| Zilver | Denny Morrison        | 1.46,25 | 80     |
| Brons  | Mark Tuitert          | 1.46,59 | 70     |
| 4      | Stefan Groothuis      | 1.46,61 | 60     |
| 5      | Håvard Bøkko          | 1.46,76 | 50     |
| 6      | Wouter Olde Heuvel    | 1.47,39 | 45     |
| 7      | Simon Kuipers         | 1.47,48 | 40     |
| 8      | Mikael Flygind-Larsen | 1.47,53 | 36     |
| 9      | Kjeld Nuis            | 1.47,75 | 32     |
| 10     | Lucas Makowsky        | 1.48,06 | 28     |

### Salt Lake City
| rang   | schaatser             | tijd    | punten |
| ------ | --------------------- | ------- | ------ |
| Goud   | Trevor Marsicano      | 1.43,35 | 100    |
| Zilver | Shani Davis           | 1.43,38 | 80     |
| Brons  | Mark Tuitert          | 1.43,54 | 70     |
| 4      | Denny Morrison        | 1.43,62 | 60     |
| 5      | Håvard Bøkko          | 1.43,98 | 50     |
| 6      | Mikael Flygind-Larsen | 1.44,23 | 45     |
| 7      | Simon Kuipers         | 1.44,37 | 40     |
| 8      | Rhian Ket             | 1.44,46 | 36     |
| 9      | Wouter Olde Heuvel    | 1.44,65 | 32     |
| 10     | Lucas Makowsky        | 1.44,97 | 28     |
|        |                       |         |        |
| B1     | Kjeld Nuis            | 1.44,97 | 25     |

### Heerenveen
| rang   | schaatser          | tijd    | punten |
| ------ | ------------------ | ------- | ------ |
| Goud   | Shani Davis        | 1.45,92 | 150    |
| Zilver | Stefan Groothuis   | 1.46,09 | 120    |
| Brons  | Ivan Skobrev       | 1.46,59 | 105    |
| 4      | Jonathan Kuck      | 1.46,73 | 90     |
| 5      | Håvard Bøkko       | 1.46,80 | 75     |
| 6      | Denny Morrison     | 1.46,83 | 45     |
| 7      | Lucas Makowsky     | 1.47,05 | 40     |
| 8      | Rhian Ket          | 1.47,22 | 36     |
| 9      | Mark Tuitert       | 1.47,26 | 32     |
| 10     | Alexis Contin      | 1.47,67 | 28     |
|        |                    |         |        |
| 12     | Wouter Olde Heuvel | 1.47,89 | 21     |
| 13     | Simon Kuipers      | 1.47,93 | 18     |

1985/1986 · 
1986/1987 · 
1987/1988 · 
1988/1989 · 
1989/1990 · 
1990/1991 · 
1991/1992 · 
1992/1993 · 
1993/1994 · 
1994/1995 · 
1995/1996 · 
1996/1997 · 
1997/1998 · 
1998/1999 · 
1999/2000 · 
2000/2001 · 
2001/2002 · 
2002/2003 · 
2003/2004 · 
2004/2005 · 
2005/2006 · 
2006/2007 · 
2007/2008 · 
2008/2009 · 
2009/2010 · 
2010/2011 · 
2011/2012 · 
2012/2013 · 
2013/2014 · 
2014/2015 · 
2015/2016 · 
2016/2017 · 
2017/2018 · 
2018/2019 · 
2019/2020 · 
2020/2021 · 
2021/2022 · 
2022/2023 · 
2023/2024 · 
2024/2025